# 阿靈 (奇美部落)
阿靈（阿美語：Alin），是台灣阿美族奇美部落（Kiwit，位於今花蓮縣瑞穗鄉）神話中的神祕人物，為部落族人帶來文明和聖物。

## 身世
傳說中，阿靈並不是部落或阿美族的族人，他是個因故漂流到部落的人，族人連他的出生地都不知道。

## 傳說
據說在阿美族族人因為洪水而遷居到基拉亞散（Cilangasan，位於今花蓮縣豐濱鄉的八里灣山）之前，阿靈流落到了部落中，他教導族人如鍛造、織布、祈禱等生活技能、還帶來矛、刀、播種時用的鈴鐺等器材，甚至連部落裡的聖物：黑色船錨，也是一名叫Do'ic的族人向他買來的。

### 其他傳說
關於黑色船錨的由來，也有說法認為是奇美部落的始祖匝拉喔（Calao）所造，阿靈的傳說並非主流。